# Emma Cummings
Emma Cummings (Las Vegas, Nevada; 29 de marzo de 1987) es una actriz pornográfica y modelo erótica estadounidense.

## Biografía
Natural de la ciudad de Las Vegas, Emma Cummings, nombre artístico de Krista Ileen Martinez, había nacido en marzo de 1987 en una familia de ascendencia latinoamericana. Entró en la industria pornográfica en 2007 después de que su prometido encontrara un casting para actrices en la web del productor Billy Watson, quien le presentó a los representantes de la firma LA Direct, con la que consiguió sus primeros papeles, con 20 años.
Como actriz, ha trabajado con productoras como Madness, Critical X, Red Light District, Zero Tolerance, Hustler, Evil Angel, Legend Video, Brazzers, Jules Jordan Video, Devil's Film, Elegant Angel, Naughty America, Rosebud o Sin City, entre otras.
En septiembre de 2008 comenzó a ser la presentadora del programa semanal Naughty Newbies, que se emitía por RudeTV.com. También en dicho mes abandonó su agencia de modelaje Foxxx Modeling y fichó por la firma que mantenía la actriz, directora y representante Lisa Ann.
Sus dos únicas nominaciones en los Premios AVN fueron en 2009. Consiguió estar nominada a la Artista femenina no reconocida del año. No se fue con las manos vacías ese año, pues consiguió el galardón por su actuación en la Mejor escena escandalosa de sexo gracias a la película Night of the Giving Head.
Se retiró de la industria en 2013, habiendo dejado algo más de 180 películas como actriz.

## Premios y nominaciones
| Año  | Ceremonia       | Resultado | Premio                                 | Trabajo                  |
| ---- | --------------- | --------- | -------------------------------------- | ------------------------ |
| 2008 | Premios Urban X | Nominada  | Mejor actuación anal                   | —                        |
| 2008 | Premios Urban X | Nominada  | Mejor estrella interracial             | —                        |
| 2009 | Premios AVN     | Nominada  | Artista femenina no reconocida del año | —                        |
| 2009 | Premios AVN     | Ganadora  | Mejor escena escandalosa de sexo       | Night of the Giving Head |